# ジャック・ジョーンズ (アメリカンフットボール)
ジャック・ジョーンズ（Jack Jones、1997年12月20日 - ）は、アメリカ合衆国カルフォルニア州ロングビーチ出身のアメリカンフットボール選手。ポジションはコーナーバック（CB）。NFLのラスベガス・レイダースに所属している。
カレッジフットボールはアリゾナ州立大学でプレーをし、2022年のNFLドラフトの4巡目全体121位指名をされ、ペイトリオッツに入団した。

## 大学時代
ジョーンズは5つ星生として評価され、高校を卒業した。南カルフォルニア大学での2年目シーズンには、チームのスターターになったが、成績不振のため、3年目シーズンが始まる前に解雇された。その後、成績を上げるためにカリフォルニア州の短大であるムーアパークカレッジに転校した。卒業後は、アリゾナ州立大学に転校した。転校後は、13試合に出場し、1試合に先発出場した。テリトリアルカップのアリゾナ大学との対戦で、2回のインターセプトを記録し、その後、その週のPac-12最優秀守備選手賞に選ばれた。2020年のシニアシーズンには、2試合しかプレーせず、年間合計5回のタックルを記録した。2021年には、大学院生として出場し、2.5回のロスタックルとストリップサックを含む42タックルを記録した。また、11月27日のアリゾナ大学戦での86ヤードのピック6 を含む、3回のインターセプトを記録した。

### 大学時代の成績
| ジャック・ジョーンズ | ジャック・ジョーンズ | ジャック・ジョーンズ | タックル | タックル | タックル | インターセプト | インターセプト | インターセプト | ファンブル | ファンブル |
| 年度                 | チーム               | 出場                 | コンボ   | ロス     | サック   | PD             | Int            | TD             | FF         | FR         |
| -------------------- | -------------------- | -------------------- | -------- | -------- | -------- | -------------- | -------------- | -------------- | ---------- | ---------- |
| 2016                 | USC                  | 13                   | 13       | 0        | 0        | 1              | 0              | 0              | 0          | 1          |
| 2017                 | USC                  | 14                   | 40       | 0        | 0        | 7              | 4              | 0              | 1          | 1          |
| 2019                 | ASU                  | 13                   | 46       | 0        | 0        | 13             | 3              | 0              | 1          | 0          |
| 2020                 | ASU                  | 2                    | 5        | 0        | 0        | 1              | 0              | 0              | 0          | 0          |
| 2021                 | ASU                  | 11                   | 41       | 2.5      | 1.0      | 6              | 3              | 1              | 3          | 0          |
| 合計                 | 合計                 | 53                   | 145      | 2.5      | 1.0      | 28             | 10             | 1              | 5          | 2          |
| ソース               |                      |                      |          |          |          |                |                |                |            |            |

## プロキャリア
| 身長                    | 体重           | 腕 の 長 さ       | 手 の 大 き さ   | 40Yrd ダ ッ シ ュ | 10Yrd ス プ リ ッ ト | 20Yrd ス プ リ ッ ト | 20Yrd シ ャ ト ル | 3 コ 丨 ン ド リ ル | 垂 直 跳 び     | 立 ち 幅 跳 び      | ベ ン チ プ レ ス |
| ----------------------- | -------------- | ----------------- | ---------------- | ----------------- | -------------------- | -------------------- | ----------------- | ------------------- | --------------- | ------------------- | ----------------- |
| 5 ft 10+3⁄4 in (180 cm) | 171 lb (78 kg) | 30+3⁄4 in (78 cm) | 8+7⁄8 in (23 cm) | 4.51 s            | 1.53 s               | 2.60 s               | 4.13 s            | 6.90 s              | 35.0 in (89 cm) | 10 ft 4 in (3.15 m) | 11 回             |
| Source:                 |                |                   |                  |                   |                      |                      |                   |                     |                 |                     |                   |

### ニューイングランド・ペイトリオッツ
ジョーンズは、2022年のNFLドラフトの4巡目全体121位でニューイングランド・ペイトリオッツに指名された。2022年6月9日、ジョーンズは正式にペイトリオッツと746,984ドルの契約ボーナスを含む360万ドルのルーキー契約を結んだ。
第4週のグリーンベイ・パッカーズ戦で、キャリア初の先発出場した。その試合で、ファンブルフォース、ファンブルリカバーを記録し、アーロン・ロジャースからピック6を奪った。このシーズンは13試合に出場し、2つのインターセプトを記録した。
オフの6月16日にボストンのジェネラル・エドワード・ローレンス・ローガン国際空港にて、拳銃を2丁保持していたことにより逮捕された。
2023年シーズン、開幕を負傷者リストで迎え、第7週のバッファロー・ビルズ戦で戦線に復帰した。しかし、第9週のワシントン・コマンダース戦前にホテルの門限規定を違反したとしてベンチスタートとなると、第10週のインディアナポリス・コルツ戦の試合後にウェイバーにかけられた。

### ラスベガス・レイダース
2023年11月14日にラスベガス・レイダースが獲得を表明した。